# تودور ایستودور
تودور ایستودور (رومانیایی: Tudor Istodor؛ زادهٔ ۲۴ مه ۱۹۸۴) بازیگر اهل رومانی است.
از فیلم‌هایی که وی در آن‌ها نقش داشته‌است، می‌توان به کارچاق‌کن اشاره نمود.